# Anita Briem
Anita Briem (* 29. Mai 1982 in Reykjavík) ist eine isländische Musikerin und Schauspielerin, die neben ihrer Tätigkeit beim Theater vor allem durch den Film The Nun (La Monja) international bekannt wurde.

## Leben und Werk
Anita Briem wurde als Tochter der Musiker Gunnlaugur Briem, des Drummers der isländischen Musikgruppe Mezzoforte, und der Sängerin Erna Þórarinsdóttir in Reykjavík, Island geboren, wo sie auch ihre Kindheit verbrachte. Bereits im Alter von neun Jahren wirkte sie als Ida in Astrid Lindgrens Michel aus Lönneberga am Nationaltheater von Island in Reykjavík mit. Als Kinderdarstellerin wirkte sie in drei weiteren Bühnenproduktionen mit, nebenbei spielte sie in einigen Fernsehproduktionen, Kurzfilmen und Werbespots. Bereits als Kind hat Anita Briem gelernt mit Waffen umzugehen und den Nahkampf trainiert.
Im Alter von 16 Jahren zog Anita Briem nach London, wo sie eine Schauspielausbildung absolvierte. Mit 19 Jahren wurde sie an der traditionsreichen Londoner Schauspielschule Royal Academy of Dramatic Art angenommen, wo sie 2004 graduierte. Nach ihrem Studium folgte ein Engagement an Londoner Bühnen, ehe ihr 2004 eine tragende Rolle in dem Horrorfilm The Nun angeboten wurde. Des Weiteren hatte sie Gastauftritte in Fernsehserien, wie Doctor Who und The Evidence.
Sie wirkte in der zweiten Staffel von Die Tudors als Jane Seymour mit, die dritte Ehefrau Henrys. Mit Brendan Fraser spielte sie 2008 in dem Kinofilm Die Reise zum Mittelpunkt der Erde. In 2011 war sie neben Brandon Routh in Dylan Dog: Dead of Night sowie in Elevator und Queen of Hearts zu sehen.
Anita Briem spricht fließend Englisch sowie Dänisch und Deutsch. Sie ist mit dem Regisseur Dean Paraskevopoulos verheiratet.

## Filmografie
- 2004: Doctors (TV-Serie, Episode 6x122 Golden Girl)
- 2005: The Nun (La Monja)
- 2005: Doctor Who (TV-Serie, Episode 2x0 The Christmas Invasion)
- 2006: Cold Trail (Köld slóð)
- 2006: The Evidence (TV-Serie, 7 Episoden)
- 2008: Die Reise zum Mittelpunkt der Erde (Journey to the Center of the Earth)
- 2008: Die Tudors (The Tudors, TV-Serie, 5 Episoden)
- 2009: The Storyteller
- 2010: Everything Will Happen Before You Die
- 2011: Dylan Dog (Dylan Dog: Dead of Night)
- 2011: Elevator – Der Feind in meinem Fahrstuhl (Elevator)
- 2011: Queen of Hearts
- 2012: You, Me & The Circus
- 2012: Elevator
- 2016: Salt and Fire
- 2019: The Drone
- 2020: Ráðherrann (TV-Serie, 8 Episoden)
- 2020: Venjulegt fólk (TV-Serie, Episode 3x01 An Offer)
- 2021: Skjálfti
- 2021: Beautiful Beings (Berdreymi)
- 2022: Svar við bréfi Helgu
- 2023: Villibráð
- 2023: As Long As We Live (TV-Serie, 6 Episoden)